# Günter Mieth (Theologe)
Günter Mieth (* 28. August 1929 in Leipzig; † 28. März 2018 in Detmold) war ein deutscher evangelischer Pfarrer, Superintendent und Ehrenbürger der Stadt Zwickau.

## Leben
Mieth lernte 1951 in Erlangen seine spätere Frau Margarete kennen, mit der er drei Jahre später in die DDR zog, weil sie das Gefühl hatten, „dort gebraucht zu werden“. Nach Abschluss des Theologie-Studiums wurde er 1956 in Flöha ordiniert und wirkte dort als Pfarrer. 1959 wechselte er nach Lengefeld und 1964 an die Trinitatiskirche in Dresden-Johannstadt. 1970 wurde er Superintendent des Evangelisch-Lutherischen Kirchenbezirks Zwickau. 1989 während der friedlichen Revolution sorgte er dafür, dass in fast allen Kirchen Friedensgebete stattfanden. Er war einer der drei Moderatoren des Runden Tisches in Zwickau, der diese Dialogform am 19. Dezember 1989 im Zwickauer Domgemeindehaus auch eröffnete. Des Weiteren war er Mitbegründer der Zwickauer Stadtmission. Nachdem er am 1. September 1994 in den Ruhestand ging, zog er nach Detmold. 2000 wurde er Ehrenbürger von Zwickau.
Günter und Margarete Mieth hatten drei Töchter.